# (2678) Aavasaksa
(2678) Aavasaksa ist ein Asteroid des Hauptgürtels, der am 24. Februar 1938 von dem finnischen Astronomen Yrjö Väisälä in Turku entdeckt wurde.
Der Name des Asteroiden erinnert an den finnischen Berg Aavasaksa, einem der Punkte, den Maupertuis nutzte, um die Länge eines Längengrades zu bestimmen.